# Lijst van nummer 1-hits in de Radio 2 Top 30 in 2023
Deze hits stonden in 2023 op nummer 1 in de Vlaamse Radio 2 Top 30.
| Nummer | Datum        | Artiest               | Titel              |
| ------ | ------------ | --------------------- | ------------------ |
| 814    | 7 januari    | Taylor Swift          | Anti-Hero          |
|        | 14 januari   | Taylor Swift          | Anti-Hero          |
|        | 21 januari   | Taylor Swift          | Anti-Hero          |
| 813    | 28 januari   | Metejoor & Hannah Mae | Wat wil je van mij |
|        | 4 februari   | Metejoor & Hannah Mae | Wat wil je van mij |
|        | 11 februari  | Metejoor & Hannah Mae | Wat wil je van mij |
| 814    | 18 februari  | Taylor Swift          | Anti-Hero          |
| 815    | 25 februari  | Miley Cyrus           | Flowers            |
|        | 4 maart      | Miley Cyrus           | Flowers            |
| 813    | 11 maart     | Metejoor & Hannah Mae | Wat wil je van mij |
|        | 18 maart     | Metejoor & Hannah Mae | Wat wil je van mij |
| 815    | 25 maart     | Miley Cyrus           | Flowers            |
|        | 1 april      | Miley Cyrus           | Flowers            |
|        | 8 april      | Miley Cyrus           | Flowers            |
|        | 15 april     | Miley Cyrus           | Flowers            |
|        | 22 april     | Miley Cyrus           | Flowers            |
|        | 29 april     | Miley Cyrus           | Flowers            |
| 813    | 6 mei        | Metejoor & Hannah Mae | Wat wil je van mij |
| 815    | 13 mei       | Miley Cyrus           | Flowers            |
| 816    | 20 mei       | Gustaph               | Because of You     |
|        | 27 mei       | Gustaph               | Because of You     |
| 817    | 3 juni       | Metejoor              | Laat ons een bloem |
|        | 10 juni      | Metejoor              | Laat ons een bloem |
|        | 17 juni      | Metejoor              | Laat ons een bloem |
| 818    | 24 juni      | Loreen                | Tattoo             |
| 819    | 1 juli       | Camille               | Rihanna            |
| 820    | 8 juli       | Pommelien Thijs       | Erop of eronder    |
|        | 15 juli      | Pommelien Thijs       | Erop of eronder    |
|        | 22 juli      | Pommelien Thijs       | Erop of eronder    |
|        | 29 juli      | Pommelien Thijs       | Erop of eronder    |
|        | 5 augustus   | Pommelien Thijs       | Erop of eronder    |
| 821    | 12 augustus  | Dua Lipa              | Dance the Night    |
|        | 19 augustus  | Dua Lipa              | Dance the Night    |
| 820    | 26 augustus  | Pommelien Thijs       | Erop of eronder    |
|        | 2 september  | Pommelien Thijs       | Erop of eronder    |
|        | 9 september  | Pommelien Thijs       | Erop of eronder    |
|        | 16 september | Pommelien Thijs       | Erop of eronder    |
|        | 23 september | Pommelien Thijs       | Erop of eronder    |
| 822    | 30 september | Camille               | Magie              |
| 820    | 7 oktober    | Pommelien Thijs       | Erop of eronder    |
| 823    | 14 oktober   | Metejoor              | Eigen schuld       |
|        | 21 oktober   | Metejoor              | Eigen schuld       |
|        | 28 oktober   | Metejoor              | Eigen schuld       |
|        | 4 november   | Metejoor              | Eigen schuld       |
|        | 11 november  | Metejoor              | Eigen schuld       |
|        | 18 november  | Metejoor              | Eigen schuld       |
|        | 25 november  | Metejoor              | Eigen schuld       |
|        | 2 december   | Metejoor              | Eigen schuld       |
|        | 9 december   | Metejoor              | Eigen schuld       |
|        | 16 december  | Metejoor              | Eigen schuld       |
|        | 23 december  | Metejoor              | Eigen schuld       |
|        | 30 december  | Metejoor              | Eigen schuld       |